# 巴比泰市鎮
巴比泰市鎮，曾是拉脫維亞的一個市鎮，設立於2009年，位於該國北部。人口8865人，面積241.7平方公里，人口密度約37人/km2。
2021年7月1日，巴比泰市鎮合并至馬魯佩市鎮。

## 外部連結
- 馬魯佩市鎮官方網站 （页面存档备份，存于） （拉脱维亚文）